# Напади на державні об'єкти в Росії під час період вторгнення в Україну

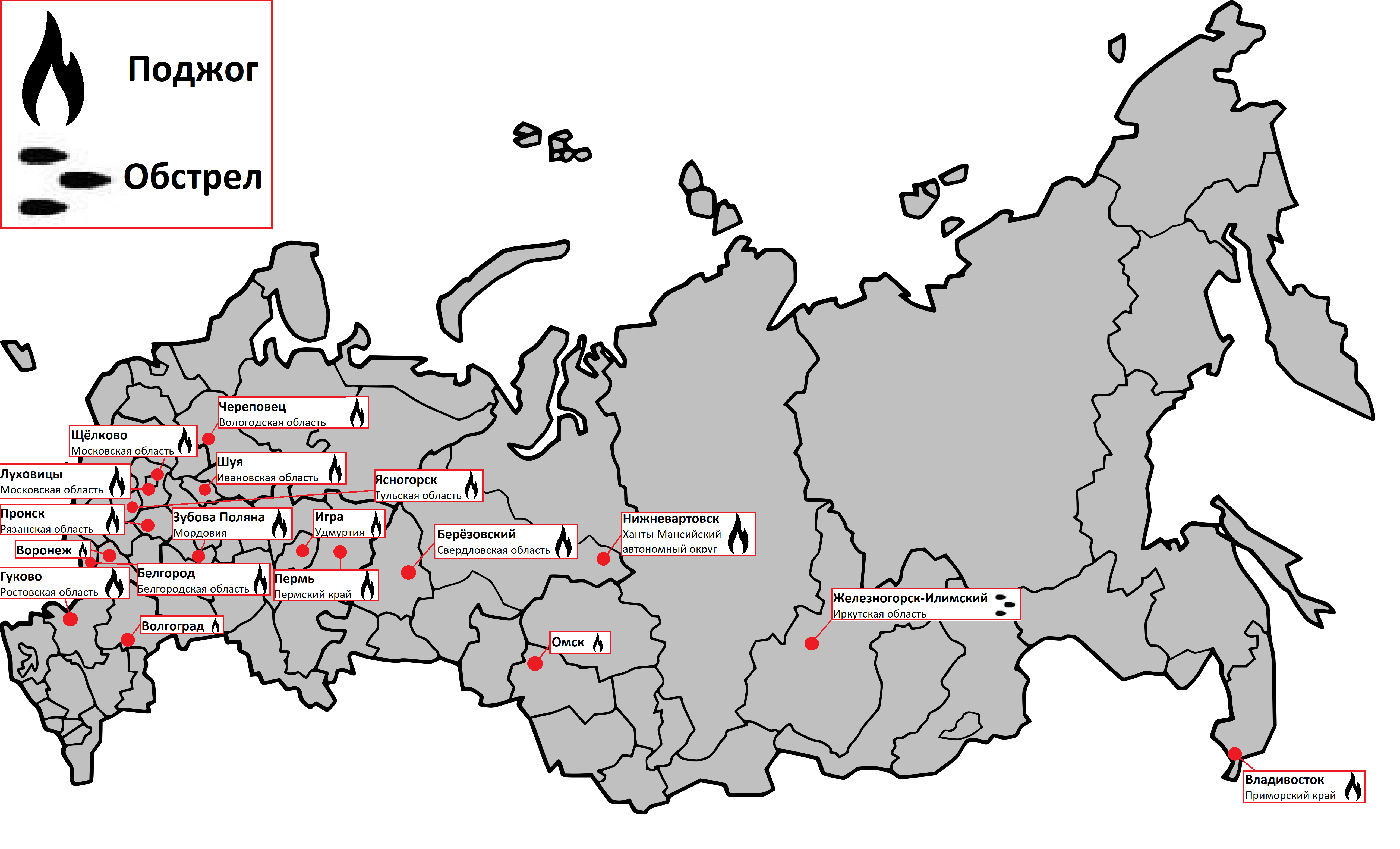
Russia military comissariat arson map

З початку повномасштабного вторгнення Росії в Україну у 2022 році у військкоматах, поліцейських дільницях та інших державних будівлях у багатьох регіонах Росії відбулася серія підпалів із застосуванням коктейлю Молотова. В основному це частина російського партизанського та антивоєнного рухів, що були спричинені декількома факторами, зокрема початком вторгнення в Україну, участю російських призовників у бойових діях, початком весняного призову та оголошеною мобілізацією. Ці атаки не є скоординованою кампанією. За ними стояли різні люди: від лівих анархістів, ультраправих груп і поодиноких повстанців. У більшості випадків будівлям не було завдано значного збитку.
Станом на 13 жовтня 2022 року задокументовано понад 67 напади у різних регіонах Росії.
Друга хвиля підпалів відбулася після оголошення часткової мобілізації в Росії.
15 жовтня у Держдумі оголосили, що Росгвардія посилить охорону військкоматів в російських містах через збільшення кількості нападів.

## Хронологія
Резонансні випадки
У ніч на 3 жовтня 17-річна школярка намагалась підпалити військкомат в Казані.

### 2022 рік
| Дата            | Місце                                     | Ціль                                                   | Метод                                 | Смерті | Поранення | Офіційно визнаний ущерб | Посилання            |
| --------------- | ----------------------------------------- | ------------------------------------------------------ | ------------------------------------- | ------ | --------- | --- | -------------------- |
| 28 лютого 2022  | Луховиці, Московська область              | Військкомат                                            | Вандалізм, графіті, коктейль Молотова | 0      | 0         | Вибиті вікна, матеріальні збитки |                      |
| 2 березня 2022  | Воронеж                                   | Військкомат                                            | Коктейль Молотова                     | 0      | 0         | Обгорілі вхідні двері |                      |
| 10 березня 2022 | Березовський, Свердловська область        | Військкомат                                            | Підпал                                | 0      | 0         | Обгорілі вхідні двері |                      |
| 18 березня 2022 | Шуя, Івановська область                   | Військкомат                                            | Коктейль Молотова                     | 0      | 0         | Обгоріле вікно |                      |
| 18 квітня 2022  | Зубова поляна, Мордовія                   | Військкомат                                            | Коктейль Молотова                     | 0      | 0         | Вигорів офіс та кілька комп'ютерів |                      |
| 4 травня 2022   | Нижньовартовськ                           | Військкомат                                            | Коктейль Молотова                     | 0      | 0         | Обгоріла вагонка |                      |
| 8 травня 2022   | Череповець                                | Військкомат                                            | Коктейль Молотова                     | 0      | 0         | Обгоріли вікна та меблі |                      |
| 9 травня 2022   | Балашиха, Московська область              | Військкомат                                            | Коктейль Молотова                     | 0      | 0         | Вигоріло вікно |                      |
| 13 травня 2022  | Омськ                                     | Військкомат                                            | Коктейль Молотова                     | 0      | 0         | Вигоріло вікно |                      |
| 13 травня 2022  | Гуково, Ростовська область                | Військкомат                                            | Коктейль Молотова                     | 0      | 0         | Без ущербу |                      |
| 14 травня 2022  | Пронськ, Рязанська область                | Військкомат                                            | Підпал                                | 0      | 0         | Вигоріло вікно та вхідні двері |                      |
| 15 травня 2022  | Волгоград                                 | Військкомат                                            | Підпал, коктейль Молотова             | 0      | 0         | Вигоріли меблі |                      |
| 18 травня 2022  | Щолково, Московська область               | Військкомат                                            | Коктейль Молотова                     | 0      | 0         | Згоріло два кабінета та архів |                      |
| 20 травня 2022  | Зеленогірськ-Ілімський, Іркутська область | Військкомат                                            | Air gun firing                        | 0      | 0         | Пошкоджене вікно |                      |
| 20 травня 2022  | Ігра, Удмуртія                            | Військкомат                                            | Коктейль Молотова                     | 0      | 0         | Обгоріла кімната запасу |                      |
| 28 травня 2022  | Сімферополь                               | Військкомат                                            | Коктейль Молотова (невдала спроба)    | 0      | 0         | Без ущербу |                      |
| 31 травня 2022  | Ясногорськ                                | Військкомат                                            | підпал, атака сокирою                 | 0      | 0         | Вигоріло вікно |                      |
| 8 червня 2022   | Владивосток                               | Військкомат                                            | Коктейль Молотова                     | 0      | 0         | Обгоріла обшивка |                      |
| 24 червня 2022  | Бєлгород                                  | Військкомат                                            | Коктейль Молотова                     | 0      | 0         | Обгоріло вікно та стіл |                      |
| 24 червня 2022  | Пермь                                     | Військкомат                                            | Коктейль Молотова                     | 0      | 0         | Обгоріло 2 вікна |                      |
| 13 липня 2022   | Можанськ, Московська область              | Військкомат                                            | Коктейль Молотова                     | 0      | 0         | Без ущербу |                      |
| 15 липня 2022   | Мінеральні води, Ставропольський край     | Військкомат, міська адміністрація                      | Запланований підпал                   | 0      | 0         | Затриманий до підпалу |                      |
| 20 липня 2022   | Углич, Ярославська область                | Військкомат                                            | Запланований підпал                   | 0      | 0         | Затриманий до підпалу |                      |
| 18 серпня 2022  | Конаково, Тверська область                | Військкомат                                            | Коктейль Молотова                     | 0      | 0         | Згоріла віконна рама |                      |
| 3 вересня 2022  | Іжевськ                                   | Поліцейський відділок                                  | Коктейль Молотова                     | 0      | 3         | Двоє поліцейських отримали ножові поранення, повстанець отримав вогнепальні поранення                                                      |                      |
| 22 вересня 2022 | Тольятті                                  | Міська адміністрація                                   | Коктейль Молотова                     | 0      | 0         | Постраждали вхідні двері |                      |
| 22 вересня 2022 | Нижній Новгород                           | Військкомат                                            | Коктейль Молотова                     | 0      | 0         | Зубний кабінет і двері обгоріли |                      |
| 22 вересня 2022 | Ломоносов, Санкт-Петербург                | Військкомат                                            | Коктейль Молотова                     | 0      | 0         | Обгоріло вікно церкви (помилково) |                      |
| 22 вересня 2022 | Гай, Оренбургська область                 | Військкомат                                            | Підпал                                | 0      | 0         | Обгоріла одна стіна |                      |
| 22 вересня 2022 | Кира, Збайкальський край                  | Військкомат                                            | Коктейль Молотова                     | 0      | 0         | Згоріла документація |                      |
| 23 вересня 2022 | Свободний, Амурська область               | Військкомат                                            | Коктейль Молотова                     | 0      | 0         | Легкі пошкодження |                      |
| 23 вересня 2022 | Хабаровськ                                | Військкомат                                            | Коктейль Молотова                     | 0      | 0         | Згоріли два кабінети |                      |
| 23 вересня 2022 | Камишин, Волгоградська область            | Міська адміністрація                                   | Коктейль Молотова                     | 0      | 0         | Без ущербу |                      |
| 23 вересня 2022 | Цілинне, Алтайський край                  | Будинок культури, сільська адміністрація               | Підпал                                | 0      | 0         | Postal office |                      |
| 23 вересня 2022 | Кострома                                  | Військкомат                                            | Графіті                               | 0      | 0         | Обгоріла стіна |                      |
| 24 вересня 2022 | Канськ, Красноярський край                | Військкомат                                            | Підпал                                | 0      | 0         | Обгоріли меблі в одній кімнаті |                      |
| 24 вересня 2022 | Салават, Башкирстан                       | Офіс Єдиної Росії                                      | Підпал                                | 0      | 0         | Обгоріли вхідні двері |                      |
| 25 вересня 2022 | Ружаївка, Мордовія                        | Військкомат                                            | Коктейль Молотова                     | 0      | 0         | Згорів один кабінет |                      |
| 25 вересня 2022 | Черняковськ, Калінінградська область      | Військкомат                                            | Коктейль Молотова                     | 0      | 0         | Обгоріла стіна |                      |
| 25 вересня 2022 | Кіровськ, Ленінградська область           | Військкомат                                            | Підпал                                | 0      | 0         | Згорів один кабінет |                      |
| 25 вересня 2022 | Бериславка, Волгоградська область         | Сільська адміністрація                                 | Підпал                                | 0      | 0         | Згоріла вся будівля |                      |
| 25 вересня 2022 | Сяськелево, Ленінградська область         | Сільська адміністрація                                 | Коктейль Молотова                     | 0      | 0         | Вигорів кабінет соціального захисту |                      |
| 25 вересня 2022 | Рязань                                    | Автобусна зупинка                                      | Самоспалення                          | 0      | 1         | Без ущербу |                      |
| 26 вересня      | Усть-Ілімськ, Іркутська область           | Військкомат                                            | Стрілянина                            | 0      | 1         | Військовий комісар отримав вогнепальні поранення                                                                                           |                      |
| 26 вересня      | Урюпінськ, Волгоградська область          | Військкомат                                            | Коктейль Молотова                     | 0      | 0         | Значні пошкодження |                      |
| 26 вересня      | Таруса, Калужська область                 | Військкомат                                            | Коктейль Молотова                     | 0      | 0         | Розбите вікно |                      |
| 26 вересня      | Бєломут, Московська область               | Місцева адміністрація                                  | Коктейль Молотова                     | 0      | 0         | Згорів склопакет та підвіконня |                      |
| 27 вересня      | Владивосток                               | Військкомат                                            | Коктейль Молотова                     | 0      | 0         | Згоріла бугалтерія військових пенсіонерів                                                                                                  |                      |
| 28 вересня      | Владивосток                               | Військкомат                                            | Коктейль Молотова                     | 0      | 0         | Обгоріло вікно |                      |
| 29 вересня      | Новосибірськ                              | Військкомат                                            | Коктейль Молотова                     | 0      | 0         | Розбите вікно |                      |
| 29 вересня      | Зімовнікі                                 | Районна адміністрація                                  | Коктейль Молотова                     | 0      | 0         | Обгорів один кабінет |                      |
| 30 вересня 2022 | Нижній новгород                           | Будівля податкової                                     | Коктейль Молотова                     | 0      | 0         | Немає даних |                      |
| 30 вересня 2022 | Краснодар                                 | Військкомат                                            | Підпал                                | 0      | 0         | Не вдалося влаштувати велику пожежу |                      |
| 1 жовтня 2022   | Каа-Хем, Республіка Тува                  | Військкомат                                            | Підпал                                | 0      | 0         | Немає даних |                      |
| 3 жовтня 2022   | Казань                                    | Військкомат                                            | Коктейль Молотова                     | 0      | 0         | Обгоріла трава навколо будівлі |                      |
| 3 жовтня 2022   | Красноярськ                               | Військкомат                                            | Коктейль Молотова                     | 0      | 0         | Невеликі пошкодження |                      |
| 5 жовтня 2022   | Зюзіно, Московська область                | Військовий об'єкт                                      | Коктейль Молотова                     | 0      | 0         | Обгоріло вікно |                      |
| 6 жовтня 2022   | Гарячий Клич, Краснодарський край         | Військкомат                                            | Коктейль Молотова                     | 0      | 0         | Без ущербу |                      |
| 9 жовтня 2022   | Архангельске, Башкирстан                  | Військкомат                                            | Коктейль Молотова                     | 0      | 0         | Без ущербу |                      |
| 11 жовтня 2022  | Бакал, Челябінська область                | Місцева адміністрація                                  | Коктейль Молотова                     | 0      | 0         | Без ущербу | [ 6 ] [ 7 ]          |
| 12 жовтня 2022  | Санкт-Петербург                           | відділення Сбербанку                                   | Коктейль Молотова                     | 0      | 0         | Без ущербу |                      |
| 14 жовтня 2022  | Воткінськ, Урдмуртська республіка         | Військкомат                                            | Коктейль Молотова                     | 0      | 0         | Немає даних |                      |
| 15 жовтня 2022  | Солоті, Бєлгородська область              | Військовий полігон                                     | Стрілянина                            | 11     | 15        | 11 вбитих |                      |
| 16 жовтня 2022  | Щолково, Московська область               | Військкомат                                            | Коктейль Молотова                     | 0      | 0         | Без ущербу |                      |
| 17 жовтня 2022  | Мухоршибір, Бурятія                       | Військкомат                                            | Коктейль Молотова                     | 0      | 0         | Підпал одного кабінету | [ 8 ] [ 9 ]          |
| 26 жовтня       | Кизил, Республіка Тува                    | Військкомат                                            | Коктейль Молотова                     | 0      | 0         | Підпал одного кабінету | [ 10 ]               |
| 26 жовтня       | Москва                                    | приймальня Дмитра Медведєва на Кутузовському проспекті | Коктейль Молотова                     | 0      | 0         | Підпал одного кабінету | [ 11 ]               |
| 26 жовтня       | Москва                                    | громадська приймальня "Единой России"                  | Коктейль Молотова                     | 0      | 0         | Підпал одного кабінету | [ 12 ]               |
| 28 жовтня       | Кемерово                                  | Військкомат                                            | Коктейль Молотова                     | 0      | 0         | Підпал одного кабінету | [ 13 ]               |
| 30 жовтня       | Усть-Кан, Республіка Алтай                | Військкомат                                            | Коктейль Молотова                     | 0      | 0         | Підпал одного кабінету | [ 14 ]               |
| 30 жовтня       | Альметьєвськ, Татарстан                   | Військкомат                                            | Підпал                                | 0      | 0         | невдалий | [ 14 ]               |
| 7 листопада     | Ангарськ, Іркутська область               | Військкомат                                            | Коктейль Молотова                     | 0      | 0         | Без ущербу | [ 9 ]                |
| 23 грудня       | село Івантієвка, Саратовської області     | Військомат                                             | Коктейль Молотова                     | 0      | 0         | повністю вигорів кабінет чергового | [ 15 ] [ 16 ] [ 17 ] |
| 26 грудня       | Перм                                      | Військомат                                             | Підпал                                | 0      | 0         | Два під'їзди будинку на вулиці Уральській, 113, де розташовується військкомат Мотовилихинського району. Вогонь піднявся до п'ятого поверху | [ 18 ]               |
| 27 грудня       | Подольськ, Московська область             | Військомат                                             | Підпал                                | 0      | 0         | Згоріло лише вікно, вогонь вдалося загасити                                                                                                | [ 19 ]               |

### 2023 рік
| Дата       | Місце                        | Ціль                                      | Метод               | Смерть | Поранено | Офіційно визнаний ущерб | Посилання     |
| ---------- | ---------------------------- | ----------------------------------------- | ------------------- | ------ | -------- | --- | ------------- |
| 1 січня    | Москва                       | Військкомату Перовського району           | 2 Коктейлі Молотова | 0      | 0        | без сутєвих втрат | [ 20 ]        |
| 9 січня    | Братськ                      | Військкомату на вулиці Рябиновой, 11      | Коктель Молотова    | 0      | 0        | Будівля зазнала пошкоджень на площі в 50 м² | [ 21 ]        |
| 10 січня   | Новокубанськ                 | Архів з документами УФСІН                 | Підпал              | 0      | 0        | Унаслідок пожежі, яку змогли загасити лише до ранку, згоріло від 500 до 800 архівних справ осіб, які відбули покарання | [ 23 ]        |
| 11 січня   | смт Магдагачі                | Військомат                                | Підпал              | 0      | 0        | Підпалили віконний блок у будівлі військкомату на вулиці Максима Горького. Вогонь швидко загасили, постраждалих немає, майно не постраждало | [ 24 ] [ 25 ] |
| 2 лютого   | Ковилкіно                    | Спроба підпалу військомату                | 2 Коктейлі Молотова | 0      | 0        | 30-річний місцевий житель кинув у військкомат дві пляшки із запальною сумішшю, з яких долетіла лише одна. Полум'я одразу ж згасло. Палія одразу ж затримали; він пояснив свій вчинок "помстою" дільничному | [ 26 ] [ 27 ] |
| 21 лютого  | село Бохан                   | Підпал Адміністрації                      | Підпал              | 0      | 0        | Невідомий спробував підпалити будівлю адміністрації. Вогонь спалахнув, але не розгорівся, оскільки будівля побудована з цегли й обшита металевим сайдингом. | [ 28 ]        |
| 23 лютого  | Мурманськ                    | Військомат                                | Підпал              | 0      | 0        | Обгоріла лише віконна рама площею близько 0,5 м² | [ 29 ] [ 30 ] |
| 26 лютого  | Сосновий Бор                 | Військомат                                | Коктель Молотова    | 0      | 0        | Вогонь охопив приміщення Соціального фонду Росії, розташованого в тій самій будівлі. Вигоріла стеля, площа пожежі склала 10 м² | [ 31 ]        |
| 28 лютого  | Кіровськ                     | Військомат                                | Коктель Молотова    | 0      | 0        | Пляшка розбилася, але загоряння не сталося | [ 32 ]        |
| 6 березня  | Новосибірськ                 | Пункт гуманітарної допомоги выйськовим РФ | Підпал              | 0      | 0        | Невідомі розбили вікно в пункті збору допомоги мобілізованим і кинули туди палаючу ганчірку, просочену пальним. Вогонь змогли загасити охоронці, постраждали підлога й один зі столів | [ 33 ]        |
| 6 березня  | Анапа                        | відділення Сбербанка                      | Підпал              | 0      | 0        | 60-річна жінка спробувала підпалити відділення із криком «Слава ЗСУ!». Свої дії вона пояснити відмовилася | [ 34 ]        |
| 17 березня | Санкт-Петербург              | відділення Сбербанка                      | Підпал              | 0      | 0        | 22-річний студент облив банкомат у торговому центрі бензином і вже почав підпалювати та зупинили очевидці. Він розповів, що йому зателефонувала якась дама, представилася поліцейським дізнавачем з Москви і повідомила, що з хлопця «задонотив» «українській терористичній організації» — і тепер його звинуватить у держзраді.                                       | [ 34 ]        |
| 27 березня | Нижній Тагіл                 | Військомат                                | Підпал              | 0      | 0        | 67-річна мешканка прийшла до військкомату на вулиці Бажова. Жінка облила ацетоном шматок марлі та спробувала його підпалити, але їй завадили патрульні. Шахраї обікрали пенсіонерку, а потім переконали її підпалити військкомат, пообіцявши повернути всі гроші. | [ 34 ]        |
| 1 квітня   | Первоуральськ                | Військомат                                | Підпал              | 0      | 0        | 73-річна пенсіонерка спробувала підпалити військкомат після дзвінка шахраїв. Займання не сталося, жінку затримано | [ 35 ] [ 36 ] |
| 12 квітня  | Усінськ                      | Військомат                                | 2 Коктейлі Молотова | 0      | 0        | 61-річна покоївка кинула дві пляшки із запальною сумішшю у вхідні двері будівлі військкомату на вулиці Промисловій; її затримали на місці. Проти неї завели справу про тероризм | [ 35 ] [ 37 ] |
| 25 квітня  | Єлець                        | Місцевий суд                              | Коктель Молотова    | 0      | 0        | 36-річний слюсар кинув пляшки із запальною сумішшю в будівлю адміністрації Єлецького району та в будівлю місцевого суду. Займання не сталося; палія було затримано | [ 38 ]        |
| 7 травня   | Єкатеринбург                 | Військомат                                | Підпал              | 0      | 0        | близько першої години ночі двоє чоловіків прийшли до військкомату Кіровського і Жовтневого району з каністрою бензину. Коли чоловіки підходили до будівлі, їх помітив співробітник поліції, який охороняв військкомат; чоловіків затримали, і на допиті вони розповіли, що за підпал військкомату їм обіцяли винагороду в 40 000 рублів.                               | [ 39 ]        |
| 8 травня   | Лихославль                   | Військомат                                | Підпал              | 0      | 0        | близько 3:00 невідомий підпалив військкомат. Пожежу помітив поліцейський, який у цей час патрулював район; він самостійно загасив пожежу за допомогою вогнегасника, обгоріли лише фасад будівлі та віконна рама. На місці було знайдено пластикову каністру | [ 40 ]        |
| 11 травня  | Усинськ Республіканська Комі | Будівля ФСБ                               | Коктель Молотова    | 0      | 0        | близько 3:00 невідомий кинув пляшку із запальною сумішшю у вікно будівлі відділу УФСБ. Загальна площа пожежі склала 1,5 м2, обгоріла віконна рама. Нападник втік, порушено кримінальну справу за статтею «терористичний акт» | [ 41 ]        |
| 14 травня  | Мурманськ                    | Військомат                                | Підпал              | 0      | 0        | 19-річний чоловік розбив вікно на цокольному поверсі військкомату, залив раму запальною сумішшю та підпалив. Вогонь охопив меблі та техніку в кабінеті соціального забезпечення, пожежу за годину загасили пожежники. Палій затримано; за його словами, діяв він не з особистих переконань, а через те, що невідомий обіцяв з ним розправитися, якщо він не підпалить. | [ 42 ]        |
| 15 травня  | Ульяновськ                   | відділення МВС                            | Підпал              | 0      | 0        | близько 22:00 невідомий облив горючою рідиною двері та вікно дільничного пункту поліції відділу МВС по Засвіязькому району, підпалив її та втік. Внаслідок підпалу спалахнула віконна рама будівлі, але пожежу вдалося швидко загасити; палій знаходиться в розшуку | [ 43 ]        |